# Campaña de Salamaua-Lae
La Campaña de Salamaua-Lae consistió en una serie de acciones bélicas durante la Campaña de Nueva Guinea en la Segunda Guerra Mundial. En la campaña, fuerzas australianas y estadounidenses tenían la misión de capturar dos importantes bases japonesas, una en el pueblo de Lae, y la otra en Salamaua en la isla de Nueva Guinea. La campaña para la captura de la región Salamaua y Lae comenzó con un ataque australiano contra las posiciones japonesas cerca de Mubo, el 22 de abril de 1943. La campaña concluyó con la caída de Lae el 16 de septiembre de 1943.

## Antecedentes
En 1942, los japoneses establecieron bases importantes en la costa norte de Nueva Guinea, en el pueblo grande de Lae, y en Salmaua, un pequeño pueblo administrativo y puerto 35 kilómetros al sur. Salamaua era un punto de pasada para los ataques sobre Puerto Moresby, como los de la Campaña del Sendero de Kokoda. Cuando los ataques fracasaron, los japoneses convirtieron al puerto en una importante base de reabastecimiento.
Las limitaciones logísticas significaban que el área de Salamaua-Lae solo podía albergar a 10 000 japoneses: 2500 marinos y 7500 soldados. Las defensas estaban conformadas principalmente por el Destacamento Okabe, una fuerza del tamaño de una brigada de la 51.ª División bajo el mando del mayor general Toru Okabe.
En enero de 1943, el Destacamento Okabe fue derrotado en un ataque sobre la base australiana de Wau, a unos 40 kilómetros. Los comandantes aliados volcaron su atención a Salamaua, la cual podía ser atacada por tropas aerotransportadas desde Wau. Esto también desvió la atención de Lae, el cual era uno de los objetivos principales de la Operación Cartwheel, la estrategia general de los aliados para el Pacífico Sur. Se decidió que los japoneses debía ser perseguidos hacia Salamaua por la 3.ª División Australiana, la cual había sido formada en Wau bajo el mando del mayor general Stanley Savige.

## Salamaua
Entre el 22 de abril y el 29 de mayo de 1943, el 2/7.º Batallón de Infantería australiano, al final de una larga y débil línea de suministro, atacó el extremo sur de las líneas japonesas, el área de Mubo, en dos accidentes geográficos conocidos por los aliados como «La Espinilla» y «Colina Verde». Mientras que el 2/27.º no tuvo un avance significativo, proveyeron una distracción para la 2/3.ª Compañía Independiente la cual avanzó en un arco y atacó las posiciones japonesas en la Sierra Boddubi, infrigiendo fuertes bajas. En mayo, el 2/27.º repelió varios contraataques japoneses fuertes.
Al mismo tiempo que se llevaba a cabo la primera batalla en Mubo, el 24.º Batallón de Infantería atacó cerca del suroeste de Salamaua, en la Sierra de Bobdubi, entre el 22 de abril y el 29 de mayo. Esto permitió a que otras unidades aseguren el cruce sobre el Río Francisco, en el sendero a Salamaua.
El comandante del 18.º Ejército japonés, el teniente general Hatazo Adachi, envió el 66.º Regimiento desde Finschhafen para reforzar el Destacamento Okabe y lanzar una ofensiva. Los 1500 del 66.º atacaron en la Sierra Lababia, entre el 20 y el 23 de junio. La batalla ha sido descrita como uno de los «enfrentamientos clásicos» de la Segunda Guerra Mundial. Los defensores de la sierra eran conformados solo por la Compañía "D" del 2/6.º Batallón. Los australianos confiaron en sus posiciones defensivas bien establecidas e intercomunicadas, en donde tenían zonas de fuego libre grandes y sin obstáculos. Estos elementos y la determinación de la Compañía "D" derrotaron a las tácticas de envolvimiento japonesas.
Entre el 30 de junio y el 19 de agosto, la 15.ª Brigada de Infantería Australiana arrasó con la Sierra Bobdubi. La operación se inició con un asalto por parte del inexperimentado 58/59.º Batallón de Infantería, e incluyó combate cuerpo a cuerpo.
Al mismo tiempo que el segundo asalto australiano se llevaba a cabo en Bobdubi, entre el 30 y el 4 de julio, el 162.º Equipo de Combate Regimental de los EE. UU. hicieron un desembargo anfibio sin oposición en la Bahía de Nassau y establecieron una cabeza de playa allí.

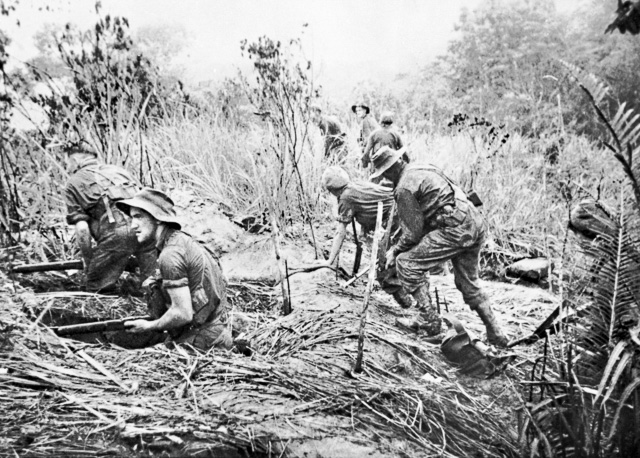
29 de julio de 1943. Comandos de la 2/3ª Compañía Independiente toma una posición en zanjas de armamento durante un ataque sobre Timbered Knoll, al norte de Orodubi, entre Mubo y Salamaua. (Captura de la película Asalto sobre Salamaua de Damien Parer).

Una semana después del ataque sobre Bobdubi y el desembarco en la Bahía de Nassau, la 17.ª Brigada australiana lanzó otro asalto sobre las posiciones japonesas en Mubo. A medida que los aliados ganaban terreno cerca de Salamaua, los japoneses se retiraban para evitar ser rodeados.
Mientras tanto, el grueso de la 162.º ECR siguió una ruta de flanqueo a lo largo de la costa antes de encontrarse con una feroz defensa en la Sierra Roosevelt; nombrada en honor de su comandante, el teniente coronel Archibald Roosevelt; entre el 21 de julio y el 14 de agosto.
Entre el 16 de julio y el 19 de agosto, el 42.º y el 2/5.º Batallones de Infantería australianos lograron establecer posiciones en el Mt. Tambu. Resistieron pese a los feroces contraaataques japoneses. La batalla dio un vuelco cuando recibieron asistencia por parte del 162.º ECR.
El 23 de agosto, Savige y la 3.ª División entregaron la operación de Salamaua a la 5.ª División australiana bajo el mando del mayor general Edward Milford. Luego de los desembarcos aliados cerca de Lae en la primera semana de septiembre, las fuerzas japonesas se replegaron hacia el norte, y la 5.ª División ocupó Salamaua el 11 de septiembre.

## Operación Postern
El nombre código para las operaciones principales para tomar Lae fue Operación Postern. Este fue un movimiento de pinzas clásico, que consistió de un asalto anfibio al este del pueblo y un asalto aéreo 50 kilómetros al oeste.

### Lae
El 4 de septiembre, la 9.ª División australiana, bajo el mando del mayor general George Wootten, desembarcó al este de Lae, en la Playa Roja y la Playa Amarilla, iniciando un intento de cercar a las fuerzas japonesas en el pueblo. Cinco destructores de la Marina de los Estados Unidos proveyeron con artillería de apoyo. Los desembarcos no vieron oposición por parte de las fuerzas terrestres pero fueron atacados por bombarderos japoneses, que mataron alrededor de 100 soldados y marinos aliados.
La 9.ª División se enfrentó a las formidables barreras naturales formadas por los ríos que habían sido agrandados por la reciente lluvia. Se detuvieron en el Río Busu, el cual no se pudo cruzar por dos razones: la 9.ª no tenía equipo pesado, y la ribera opuesta estaba ocupada por soldados japoneses. El 9 de septiembre, el 2/28.º Batallón de Infantería lideró un ataque y aseguró una cabeza para el puente luego de una reñida lucha.

### Nadzab

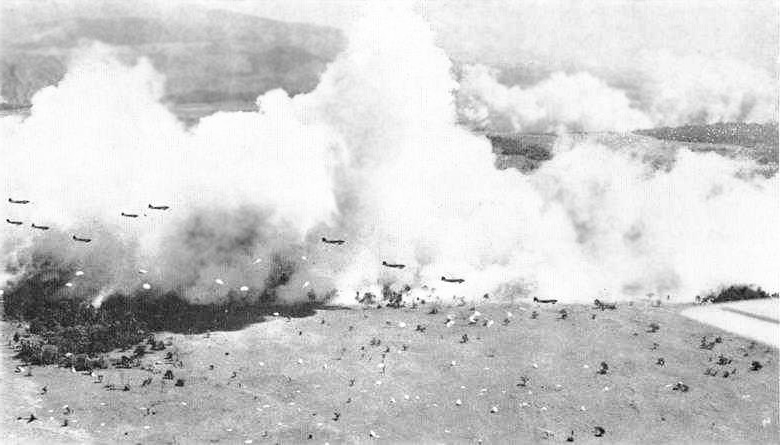
5 de septiembre de 1943. Aviones C-47 de las Fuerzas Aéreas del Ejército de Estados Unidos aerotransportan a un batallón del 503.º Regimiento de Paracaidistas en Nadzab. Un batallón que había sido transportado minutos antes está aterrizando en el fondo.

Al día siguiente, la 503.er Regimiento de Paracaidistas de los Estados Unidos, junto con dos dotaciones del 2/4.º Regimiento de Artillería australiano - quienes acababan de recibir un curso rápido sobre el uso de paracaídas - y sus piezas de artillería de 25 libras, hicieron un aterrizaje sin oposición en Nadzab, justo al oeste de Lae. Las fuerzas aerotransportadas capturaron la pista de aterrizaje de Nadzab, para que la 7.ª División australiana, bajo el mando del mayor general George Vasey, pudiera ser traída en avión hasta allí y así evitaran cualquier posibilidad de retirada hacia el Valle de Markham para los japoneses. La 7.ª División sufrió sus más fuertes bajas de la campaña el 7 de septiembre mientras se abordaban los aviones en Puerto Moresby: Un bombardero B-24 se estrelló mientras estaba despegando, destruyendo cinco camiones que llevaban a miembros del 2/33.er Batallón de Infantería. En total, 59 personas murieron y 92 resultaron heridas.
El 11 de septiembre, la 25.ª Brigada de Infantería de la 7.ª División se enfrentó a 200 soldados japoneses que se encontraban atrincherados en la Plantación Jensen, con el 2/4.º Regimiento Artillería proveyendo apoyo de artillería. Luego de vencerlos y matar a 33 soldados enemigos, la 25.ª Brigada de Infantería se enfrentó a una fuerza japonesa más grande en la Plantación Heath, matando a 312 soldados enemigos. Fue en la Plantación Heath que el soldado raso Richard Kelliher ganó la Cruz Victoria, el máximo reconocimiento al valor de la Mancomunidad Británica
La 25.ª Brigada de Infantería ingresó a Lae el 15 de septiembre, justo antes que la 24.ª Brigada de Infantería de la 9.ª División. Las dos unidades es encontraron ese mismo día.

## Consecuencias

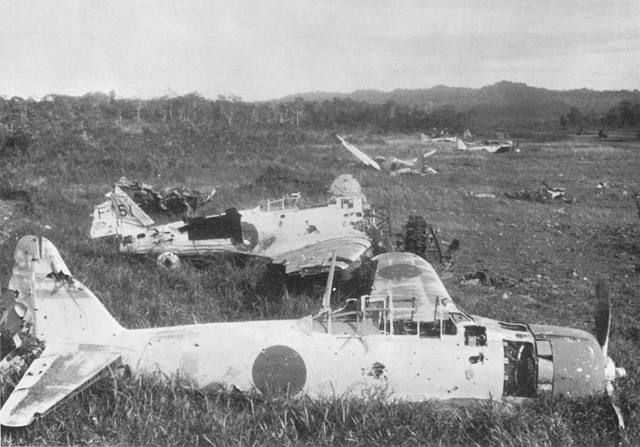
Avión japonés destruido cerca de Lae.

Aunque la caída de Lae fue claramente una victoria para los aliados, además de haberse logrado más rápidamente y con menos bajas de las anticipadas, un número significativo de soldados japoneses de la guarnición allí lograron escapar a través de la cordillera de Saruwaged, al norte de Lae, y tuvieron que ser enfrentados nuevamente durante la Campaña de la Península de Huon.
Salamaua no fue convertida en una base. El comandante del I Cuerpo australiano, el teniente general Sir Edmund Herring, visitó Salamaua en una lancha torpedera PT el 14 de septiembre de 1943, tres días después de su captura, y sólo encontró cráteres de bombas y hierro corrugado. Recomendó cancelar la construcción de una base en Salamaua y concentrar todos los recursos disponibles en Lae. La base que originalmente había sido concebida ahora era considerada como una pérdida de tiempo, ya que Salamaua no era un buen lugar para una pista de aterrizaje o un puerto. Sin embargo, tras haber desviado la atención de los japoneses de Lae en un momento crítico, el asalto sobre Salamaua ya había cumplido su propósito.
Lae fue transformado en dos bases: el área de la Sub-Base Australiana de Lae y la Base E de los Estados Unidos. Herring combinó las dos bajo el nombre de Fortaleza Lae, bajo el mando de Milford. Debido a que el general Thomas Blamey, como comandante de la Fuerza de Nueva Guinea, había lanzado la Operación Postern antes de que las preparaciones logísticas sean completadas, la mayoría de las unidades necesarias para operar la base aún no estaban disponibles.
Lae era importante como puerto porque debía servir de punto de abastecimiento para la base aérea en Nadzab, pero esto se vio obstruido debido a que el camino del Valle de Markham estaba en malas condiciones. Para poder acelerar las obras en Nadzab, se hicieron esfuerzos mínimos para repararlo, y se permitió que tráfico militar pesado con destino a Nadzab lo utilice. Luego de fuertes lluvias, el camino fue cerrado el 7 de octubre y no fue reabierto sino hasta diciembre. Hasta entonces, Nadzab tuvo ser reabastecida por aire, y las obras se vieron retrasadas ya que las unidades pesadas de ingenieros no podían llegar al lugar.